# 海床

海床的地形圖。

海床（英語：Sea floor），也被稱為海底或洋底（Ocean floor）是指海洋的底部，海洋板塊構成的地殼表面，它對陸地形態的演變及地質史有重要影響。

## 海洋結構

主要的海洋分區

在洋中脊上涌的地幔物质形成新的洋底，大约耗用50my从摄氏1000度冷却到平衡态并下沉到最大深度。最大的洋底是太平洋板块，大约运动速度10cm/yr。冷却的大洋地壳容易变质为榴辉岩，比幔岩的密度更大。

## 底棲生物
底棲生物是指於居於海床之內、之上或附近的生物族群，它們所居之地稱為底棲區。